# Mühle (Gernstall)

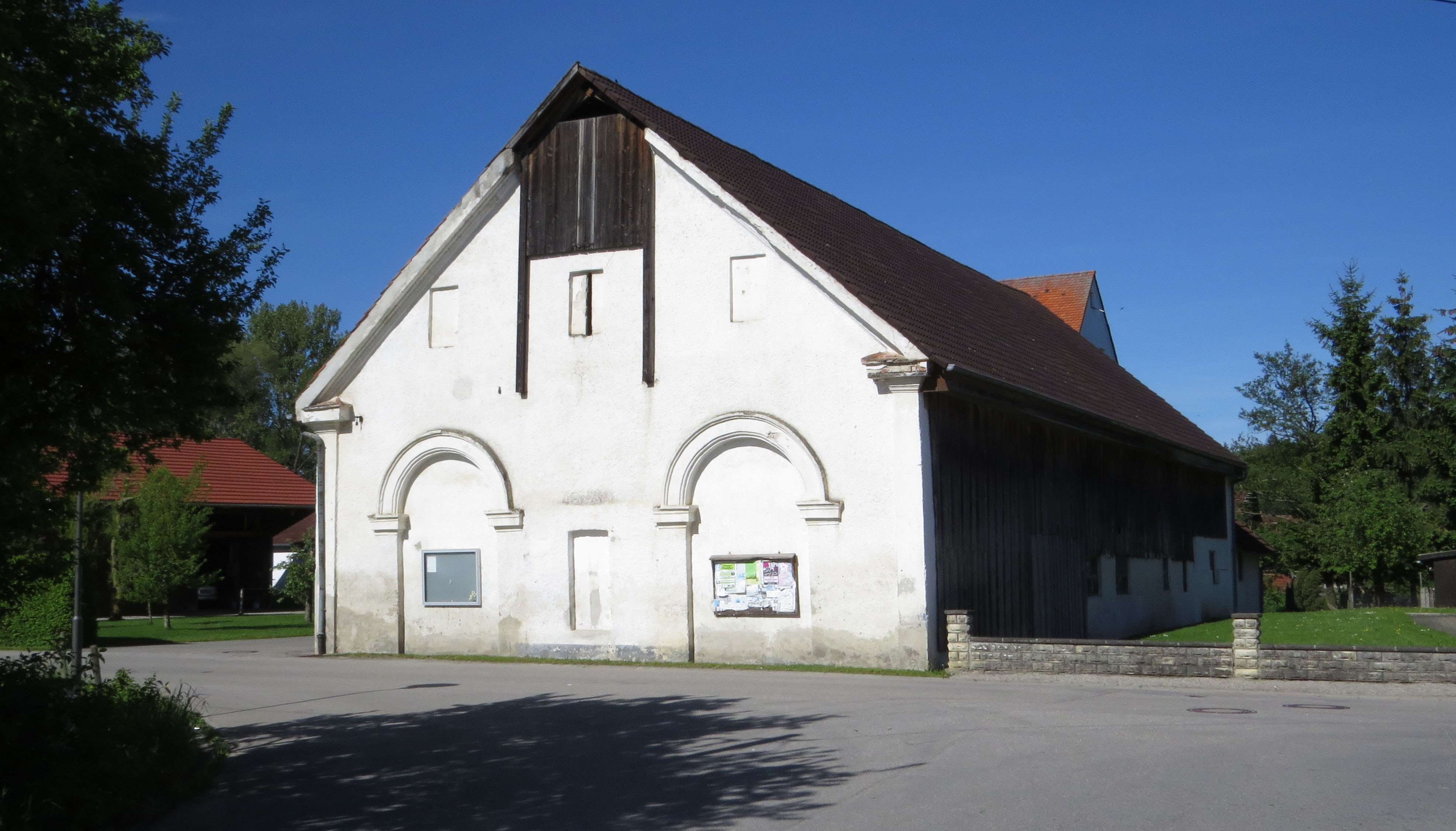
Nebengebäude der Mühle in Gernstall

Die Mühle im oberschwäbischen Gernstall, einem Stadtteil von Mindelheim im Landkreis Unterallgäu, ist ein historisches Gebäude aus der Zeit um 1800. Das zweigeschossige Satteldachhaus besitzt ein Traufgesims. Dieses und die Giebelschrägen sind knapp profiliert. Östlich im rechten Winkel dazu steht frei ein Wirtschaftsgebäude aus der Zeit von 1820 bis 1830. Dieses besitzt ein Kastengesims und ein Satteldach. An der Südseite im Westteil ist ein rundbogiges, im Ostteil ein rechteckiges Tor. Ferner befinden sich segmentbogige Lichtöffnungen an den beiden Seiten. Die östliche Giebelseite ist reicher gegliedert. unten befinden sich zwei Blendarkaden mit einem profilierten Kämpfergesims und profilierten Archivolten. An den Ecken befinden sich Lisenen mit profilierten Gesimsstücken, an den Giebelschrägen profilierte Gesminse. Die Nordseite ist zum Teil verbrettert.